# Örgryte IS 2
Örgryte IS 2 (Örgryte IS U-21) war die zweite Mannschaft des schwedischen Fußballvereins Örgryte IS aus der Stadt Göteborg. Sie nahm in den frühen Jahren am Svenska Mästerskapet teil, dem Vorläufer der heutigen Allsvenskan, der offiziellen schwedischen Fußballmeisterschaft. 1897 und 1901 erreichte Örgryte IS 2 das Endspiel und ist bis heute die einzige Zweitvertretung die, dies gelang. Die U-21 des ÖIS befindet sich derzeit in der Allsvenskan, der höchsten Spielklasse ihrer Altersstufe und beendete die Saison auf Platz 2 in ihrer Gruppe.

## Geschichte

### Schwedische Meisterschaft 1897 und 1901
Im Jahr Svenska Mästerskapet 1897 waren lediglich Örgryte IS und Örgryte IS 2 für das Turnier gemeldet. Daher trafen im Finale beide Mannschaften des Vereins aufeinander. Das Endspiel fand am 5. September 1897 auf dem Sportplatz des Göteborgs Velocipedklubb unter der Leitung von Wilhelm Friberg statt. Die erste Mannschaft gewann mit 1:0 und sicherte sich damit den zweiten Meistertitel in Folge.
In den folgenden Jahren nahm die zweite Mannschaft zunächst nicht mehr am Wettbewerb teil. Erst bei der Austragung von Svenska Mästerskapet 1901 trat Örgryte IS 2 erneut an. Während die erste Mannschaft im Halbfinale mit 0:3 gegen AIK Solna ausschied, besiegte das zweite Team Göteborgs IF mit 1:0. Damit stand erstmals nicht die erste, sondern die zweite Mannschaft von Örgryte IS im Finale, wodurch der Verein dennoch zum sechsten Mal in Folge im Endspiel vertreten war.
Das Finale der Svenska Mästerskapet 1901 sollte am 8. September in Göteborg zwischen AIK Solna und Örgryte IS 2 stattfinden. Zeitgleich wurden jedoch auf derselben Veranstaltung Leichtathletik-Wettkämpfe ausgetragen, die sich verzögerten. Da es kein Flutlicht gab, konnte das Fußballspiel wegen einbrechender Dunkelheit nicht mehr angepfiffen werden.
AIK verweigerte eine weitere Übernachtung in Göteborg, woraufhin der Verein kampflos zum schwedischen Meister erklärt wurde. Als Begründung diente, dass AIK im Halbfinale die erste Mannschaft von Örgryte IS besiegt hatte, während im Finale lediglich deren zweite Mannschaft – teils als Juniorenteam angesehen – angetreten wäre. Die Entscheidung wurde von den Veranstaltern als sportlich gerechtfertigt bewertet.
Die Svenska Mästerskapet 1897 und 1901 waren die einzigen bekannten Austragungen, an denen die zweite Mannschaft von Örgryte IS teilnahm.

### Göteborgsserien 1902
Nach den Teilnahmen an den Svenska Mästerskapet 1897 und 1901 spielte die zweite Mannschaft von Örgryte IS überwiegend in regionalen Ligen, insbesondere in der Göteborgsserien, der damals wichtigsten regionalen Spielklasse im Raum Göteborg.
Im Jahr 1902 nahm Örgryte IS 2 an der Göteborgsserien teil, in der neben ihnen auch Vereine wie Garda SK, Göteborgs FF sowie die erste bis vierte Mannschaft des Örgryte IS aktiv waren. Allerdings wurde kein einziges Spiel ausgetragen oder dokumentiert.

### Grebska Cup 1903
1903 fand in Göteborg der Grebska Cup statt, bei dem die besten Fußballmannschaften der Stadt gegeneinander antraten. Teilnehmer waren unter anderem Göteborgs AIS, die erste und zweite Mannschaft von Göteborgs IF sowie die erste und zweite Mannschaft von Örgryte IS. Örgryte IS gewann den Pokal, während die zweite Herrenmannschaft die Bronzemedaille holte.

### Göteborgsserien ab 1904
Im Jahr 1904 spielte Örgryte IS 2 in der Göteborgsserien Klasse 1 und wurde zwar Zweiter, stieg jedoch aufgrund der geringen Teilnehmerzahl von nur drei Teams ab. In der Göteborgsserien Klasse 2 wurde die Mannschaft Meister und kehrte in die erste Liga der Stadt zurück.
1906 sicherte sich Örgryte IS 2 in der Göteborgsserien Klasse 1 den ersten Platz – noch vor dem heute landesweit bekannten IFK Göteborg. Aus unbekannten Gründen wurde der Mannschaft jedoch der Aufstieg in die Svenska Serien verweigert, sodass sie weiterhin in der Göteborgsserien Klasse 1 verblieb. Im darauffolgenden Jahr wurde Örgryte IS 2 Vizemeister.

### Erfolge und Inaktivität (1908–1919)
Von 1908 bis 1919 war die zweite Mannschaft von Örgryte IS nur sporadisch aktiv und stellte ihren Spielbetrieb teilweise ein. 1913 gewann das Team die Göteborgsserien Klasse 2, wurde 1914 Vizemeister in der Klasse 1 und nach einer Spielpause 1915 errang die B-Elf 1916 erneut den Meistertitel in der Göteborgsserien Klasse 1, stieg jedoch nicht auf.

### Göteborgsserien 1919–1925
Ende der 1910er Jahre wurde die zweite Mannschaft wieder aktiver und gewann 1919 die Meisterschaft in der Göteborgsserien Klasse 1. Innerhalb von drei Spielzeiten sicherte sich Örgryte IS 2 zwei weitere Meistertitel (1921 und 1923) sowie eine Vizemeisterschaft.
Insgesamt spielte die Mannschaft von 1919 bis 1925 sieben Jahre ununterbrochen in der höchsten Klasse der Göteborgsserien und gewann in dieser Zeit dreimal die regionale Meisterschaft.

### Auflösung und Ligazugehörigkeiten ab 1925
Ab der Saison 1925/26 nahm Örgryte IS 2 an der neu geschaffenen Göteborg-Västergötlandsserien teil, kehrte aber im Folgejahr in die Göteborgsserien Klasse 1 zurück.
Während der Spielzeit 1926/27 spielte die Mannschaft zudem in der überregionalen Göteborg-Västergötland-Halland-Serie. In der Saison 1927 trat Örgryte IS 2 erneut in der Göteborgsserien an und belegte den fünften Platz von zehn teilnehmenden Mannschaften.
1927 wurden mehrere Mannschaften des Örgryte IS eingestellt, darunter auch die zweite Fußballmannschaft der Männer.

## Jugendfußball

### Örgryte IS U21
Die U21-Mannschaft von Örgryte IS trat im Jahr 2016 erstmals in der zweitklassigen U21 Superettan in Erscheinung und belegte in der Gruppe B mit 11 Punkten aus 14 Spielen den letzten Platz. Da es in dieser Liga keinen Abstieg gab, durfte ÖIS auch im folgenden Jahr erneut antreten.
Im Jahr 2020 nahm die U21 erstmals an der U21 Allsvenskan teil, der höchsten Spielklasse dieser Altersstufe in Schweden. Aufgrund der COVID-19-Pandemie wurde die Saison jedoch vorzeitig unterbrochen. 2021 wurde der Spielbetrieb wieder regulär aufgenommen, und Örgryte belegte mit 10 Punkten aus 12 Spielen den sechsten Platz in einer Gruppe mit neun Teams. Die Platzierung erschien jedoch günstiger, als sie tatsächlich war, da IFK Göteborg und Jönköpings Södra IF nicht teilnahmen.
Die bislang beste Saisonleistung erreichte das Team im Jahr 2024, als es mit 17 Punkten aus 8 Spielen den zweiten Platz in der westlichen Gruppe der U21 Allsvenskan belegte.

### Örgryte IS U-19
Die U-19 von Örgryte IS nahm 2021 an der höchsten Spielklasse ihrer Altersstufe teil, die Sweden Juniorallsvenskan. Mit Platz 8 verpasste knapp die Playoffs und stieg später im Jahr 2023 in die Zweitklassige Sweden U19 Division 1 ab.

### Örgryte IS U-17
Die U-17 von Örgryte IS nimmt derzeit in der P17 Allsvenskan, der höchsten Spielklasse ihrer Altersstufe teil und verloren ihr erstes Ligaspiel gegen BK Häcken U17 knapp mit 6:5. Nach 13 absolvierten Partien, steht die U17 mit Platz 9 auf einem soliden Mittelfeldrang.

### Örgryte IS U-13 und U-11
Örgryte IS verfügt auch über eine U-13, sowie einer U-11, dessen zweiter Mannschaft am schwedisch-dänischen Future Cup teilnimmt.

## Ligazugehörigkeit

### Historische Ligaplatzierungen

#### Örgryte IS 2 (zweite Herren)
| Jahr    | Position | Liga                           |
| ------- | -------- | ------------------------------ |
| 1902    | 0 von 6  | Göteborgsserien                |
| 1903    | 3 von 5  | Grebska Cup                    |
| 1904    | 2 von 3  | Göteborgsserien Klass 1        |
| 1905    | 1 von 7  | Göteborgsserien Klass 2        |
| 1906    | 1 von 5  | Göteborgsserien Klass 1        |
| 1907    | 2 von 6  | Göteborgsserien Klass 1        |
| 1908    | –        | –                              |
| 1909    | 0 von 6  | Göteborgsserien Klass 1        |
| 1910    | –        | –                              |
| 1911    | 0 von 8  | Göteborgsserien Klass 1        |
| 1912    | –        | –                              |
| 1913    | 1 von 5  | Göteborgsserien Klass 2        |
| 1914    | 2 von 5  | Göteborgsserien Klass 1        |
| 1915    | –        | –                              |
| 1916    | 1 von 6  | Göteborgsserien Klass 1        |
| 1917    | 3 von 8  | Göteborgsserien Klass 1        |
| 1918    | –        | –                              |
| 1919    | 1 von 6  | Göteborgsserien Klass 1        |
| 1920    | 2 von 7  | Göteborgsserien Klass 1        |
| 1921    | 1 von 7  | Göteborgsserien Klass 1        |
| 1922    | 6 von 10 | Göteborgsserien Klass 1        |
| 1923    | 1 von 10 | Göteborgsserien Klass 1        |
| 1924    | 9 von 9  | Göteborgsserien Klass 1        |
| 1925    | 3 von 10 | Göteborgsserien Klass 1        |
| 1925–26 | 1 von 6  | Göteborg-Västergötlandsserien  |
| 1926    | 4 von 10 | Göteborgsserien Klass 1        |
| 1926–27 | 4 von 7  | Göteborg-Västergötland-Halland |
| 1927    | 5 von 10 | Göteborgsserien Klass 1        |

#### Örgryte IS 3 (dritte Herren)
| Jahr | Position | Liga                    |
| ---- | -------- | ----------------------- |
| 1902 | 0 von 6  | Göteborgsserien         |
| —    |          |                         |
| 1904 | 1 von 8  | Göteborgsserien Klass 2 |
| —    |          |                         |
| 1906 | 4 von 8  | Göteborgsserien Klass 2 |
| 1907 | 3 von 6  | Göteborgsserien Klass 2 |
| —    |          |                         |
| 1909 | 0 von 6  | Göteborgsserien Klass 2 |
| —    |          |                         |
| 1911 | 0 von 8  | Göteborgsserien Klass 4 |
| 1912 | 5 von 8  | Göteborgsserien Klass 2 |
| —    |          |                         |
| 1917 | 5 von 8  | Göteborgsserien Klass 1 |
| —    |          |                         |
| 1919 | 5 von 7  | Göteborgsserien Klass 2 |
| 1920 | 2 von 8  | Göteborgsserien Klass 3 |
| 1921 | 5 von 7  | Göteborgsserien Klass 2 |
| 1922 | 7 von 10 | Göteborgsserien Klass 2 |
| —    |          |                         |
| 1925 | 8 von 9  | Göteborgsserien Klass 4 |
| —    |          |                         |
| 1927 | 9 von 9  | Göteborgsserien Klass 6 |

#### Örgryte IS 4 (vierte Herren)
| Jahr | Position  | Liga                    |
| ---- | --------- | ----------------------- |
| 1902 | 0 von 6   | Göteborgsserien         |
| —    |           |                         |
| 1904 | 5 von 8   | Göteborgsserien Klass 2 |
| —    |           |                         |
| 1906 | 5 von 8   | Göteborgsserien Klass 3 |
| —    |           |                         |
| 1912 | 2 von 5   | Göteborgsserien Klass 3 |
| —    |           |                         |
| 1919 | 6 von 7   | Göteborgsserien Klass 2 |
| —    |           |                         |
| 1921 | 4 von 7   | Göteborgsserien Klass 3 |
| 1922 | 8 von 10  | Göteborgsserien Klass 4 |
| 1923 | 6 von 7   | Göteborgsserien Klass 4 |
| 1924 | 10 von 10 | Göteborgsserien Klass 5 |
| —    |           |                         |
| 1926 | 7 von 9   | Göteborgsserien Klass 7 |
| 1927 | 7 von 8   | Göteborgsserien Klass 7 |

#### Örgryte IS 5 (fünfte Herren)
| Jahr | Position  | Liga                      |
| ---- | --------- | ------------------------- |
| 1904 | 3 von 8   | Göteborgsserien Klass 2   |
| —    |           |                           |
| 1906 | 7 von 8   | Göteborgsserien Klass 4   |
| 1907 | 5 von 6   | Göteborgsserien Klass 4 A |
| —    |           |                           |
| 1919 | 7 von 8   | Göteborgsserien Klass 3   |
| —    |           |                           |
| 1921 | 7 von 7   | Göteborgsserien Klass 4   |
| —    |           |                           |
| 1924 | 10 von 11 | Göteborgsserien Klass 6   |

#### Örgryte IS 6 (sechste Herren)
| Jahr | Position | Liga                    |
| ---- | -------- | ----------------------- |
| 1921 | 6 von 6  | Göteborgsserien Klass 5 |

(Quellen:)

#### Örgryte U21
| Jahr | Rang                          | Spiele                    | Punkte                    | Wettbewerb      | Ligahöhe |
| ---- | ----------------------------- | ------------------------- | ------------------------- | --------------- | -------- |
| 2025 | Saison noch nicht beendet     | Saison noch nicht beendet | Saison noch nicht beendet | U21 Allsvenskan | 1. Liga  |
| 2024 | 2 von 8                       | 8                         | 17                        | U21 Allsvenskan | 1. Liga  |
| 2023 | 6 von 6                       | 10                        | 6                         | U21 Allsvenskan | 1. Liga  |
| 2022 | 5 von 9                       | 14                        | 16                        | U21 Allsvenskan | 1. Liga  |
| 2021 | 6 von 9                       | 12                        | 10                        | U21 Allsvenskan | 1. Liga  |
| 2020 | Saison abgebrochen (COVID-19) | –                         | –                         | U21 Allsvenskan | 1. Liga  |
| 2019 | –                             | –                         | –                         | –               | –        |
| 2018 | –                             | –                         | –                         | –               | –        |
| 2017 | 6 von 8                       | 12                        | 13                        | U21 Superettan  | 2. Liga  |
| 2016 | 8 von 8                       | 14                        | 11                        | U21 Superettan  | 2. Liga  |

## Erfolge

### Reservemannschaften

#### Örgryte IS 2 (zweite Herrenmannschaft)
- Svenska Mästerskapet

Finalist: 1897, 1901
- Grebska Pokalen

Bronze: 1903
- Göteborgsserien Klasse 1

Meister: 1906, 1919, 1921, 1923
Vizemeister: 1907, 1914, 1920
- Göteborgsserien Klasse 2

Meister: 1905, 1913
- Göteborg-Västergötlandsserien

Meister: 1925/26

#### Örgryte IS 3 (dritte Herrenmannschaft)
- Göteborgsserien Klasse 2

Meister: 1904
- Göteborgsserien Klasse 3

Vizemeister: 1920

### Jugendmannschaften

#### Örgryte IS U-21 (Jungs)
- U-21 Allsvenskan

Platz 2: 2024 (Gruppe West)

## Stadion
Die Heimspielstätte der Jugendmannschaften des Örgryte IS ist der Kunstrasenplatz Valhalla 1 Konstgräs in Göteborg. Die Anlage bietet Platz für insgesamt 4.000 Zuschauer, davon 2.800 Steh- und 1.200 Sitzplätze. Der Platz wurde 1964 erbaut und wird neben Örgryte IS auch von weiteren regionalen Vereinen wie Qviding FIF genutzt.